# Routes départementales de La Réunion

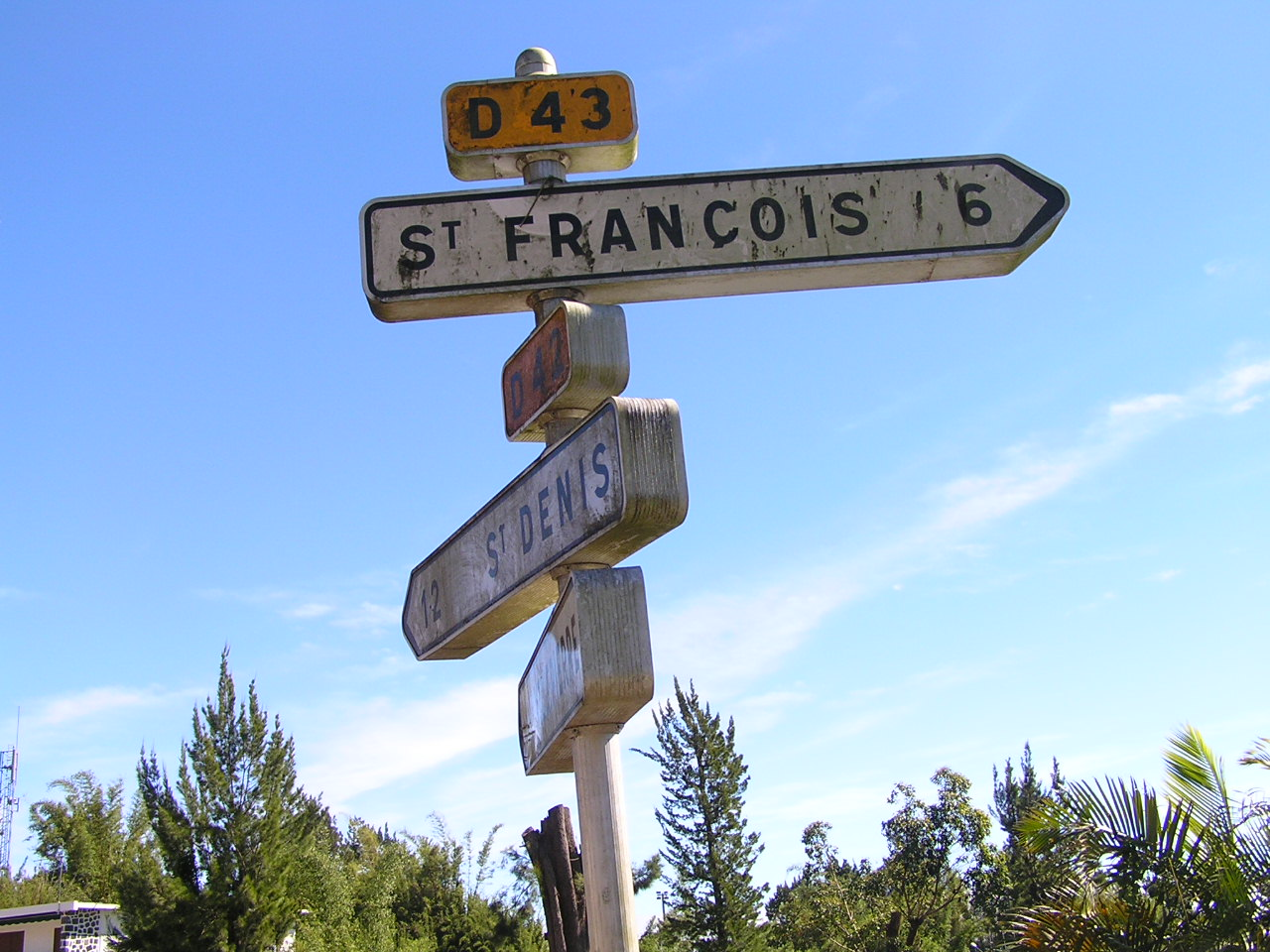
Panneaux de signalisation indiquant les routes départementales 42 et 43, soient respectivement les routes du Brûlé et de Saint-François.

Les routes départementales de La Réunion sont nombreuses.

## Liste non exhaustive
- Route départementale 3, dite route Hubert-Delisle.
- Route départementale 41, dite route de La Montagne.
- Route départementale 42, dite route du Brûlé.
- Route départementale 43, dite route de Saint-François.
- Route départementale 48, dite route de Salazie.
- Route départementale 52, dite route de Grand Îlet.